# 教育法
教育法（きょういくほう）とは、教育に係わる法の総体のことである。

## イギリス
イギリスでは、1870年に制定され、1944年に教育法が改定された（the Education Act 1944）。その後、1988年に大規模な改定（教育改革法、Education Reform Act）が行われた。

## 日本
教育法学通説においては、教育法とは、「教育制度に特有な法論理の体系」と定義されてきた。ここで「教育制度」とは、「教育が行われていくのに必要な条件として社会的に整備されているべき仕組み」である。この考え方の前提には、教育という領域は、教育内容面にかかわる「内的事項」と施設の整備など教育が行われるために必要となる外的条件としての「外的事項」に分かれるという発想がある。そして、「内的事項」つまり教育内容に対しては法律など学校の外からの法的強制が行われてはならず、教育内容は現場の教師や学校が主体的に行うべきであるとされる。したがって、法律など学校の外から法的強制力を持って規律できるのは、施設設備など「外的事項」に限定されることとなる。こうして、教育法とは、「教育制度に特有な法論理の体系」というように定義されることとなる。
以上のような教育法は、更に、3つに分類される。
1. 条件整備的教育法
これは、施設整備など「教育の外的条件を整えていく教育法」である。
2. 自主性擁護的教育法
これは、教育が「不当な支配」に服してはならないことから（教育基本法16条1項）、行政などの権力的支配に対抗して教育の自主性を守るための、教育内容面に関わる教育法である。もっとも、上記の通り、そもそも教育内容に対しては法的強制が行われてはならないのであり、ここでの自主性擁護的教育法とは、専ら、行政等による教育の支配を排することを確認することを内容とする教育法である。
3. 教育是正的教育法（創造的教育法）
これは、体罰など学校・教師の違法な教育活動を正すための教育法である。

日本において、教育法の法源には様々なものがあり、大きく憲法（日本国憲法）、条約、法令、例規などがあげられる。特に、教育に係わる法律や命令である教育法令（きょういくほうれい）や、教育に係わる条例や規則である教育例規（きょういくれいき）は、教育の運営において第一に参照されることが多い。
教育に関する法律として最も重要なのは教育基本法である。その他、学校教育法、地方教育行政法、教育公務員特例法、私立学校法、教育職員免許法、社会教育法などが重要である。